# Megara (Band)
Megara (spanische Aussprache: [meˈɣaɾa]) ist eine spanische Rockband, die 2015 in Madrid gegründet wurde und derzeit aus Kenzy Loevett, Vitti Crocutta, Tio Rober Bueno und Raphaela Tache besteht. Mit 11:11 vertraten sie San Marino beim Eurovision Song Contest 2024.

## Werdegang
Megara wurde 2015 von Tio Rober Bueno und Kenzy Loevett in Madrid gegründet, nachdem Bueno nach einem neuen Sänger für seine Band gesucht hatte. Der Bassist und Schlagzeuger der ursprünglichen Band verließen die Gruppe wegen kreativer Differenzen und die heutige Band entstand.
Im Rahmen des Benidorm Fest 2023 nahm die Band mit dem Lied Arcadia am spanischen Vorentscheid zum Eurovision Song Contest teil, scheiterte aber im Finale. Im Folgejahr gewannen sie Una voce per San Marino 2024 mit ihrem Song 11:11.
Dadurch als Vertreter San Marinos beim Eurovision Song Contest 2024 bestimmt, nahmen sie am 9. Mai 2024 am zweiten Halbfinale teil. Dort erreichten sie jedoch mit 16 Punkten nur den 14. Platz und schieden aus.

## Diskografie

### Studioalben
- 2016: Siete
- 2018: Aquí todos estamos locos
- 2022: Truco o trato

### EPs
- 2015: Muérase quien pueda
- 2021: Truco o trato (Capítulo I)
- 2021: Pink Side
- 2022: Truco o trato (Capítulo II)

### Singles
- 2020: Truco o trato
- 2021: Ni contigo ni sin ti
- 2022: Medusa
- 2022: Estanque de tormentas
- 2022: Hocus Pocus
- 2022: Arcadia
- 2024: 11:11
- 2025: Cicatrices

### Als Gastmusiker
- 2022: Geometría universal (Arcano Boreal feat. Megara)